# Главная загрузочная запись

GNU GRUB в MBR

Главная загрузочная запись (англ. master boot record, MBR) — код и данные, необходимые для последующей загрузки операционной системы и расположенные в первых физических секторах (чаще всего в самом первом) на жёстком диске или другом устройстве хранения информации. Применялась с 1983 года (начиная с PC DOS 2.0) до широкого внедрения UEFI и схемы GPT в 2010-х.
MBR содержит небольшой фрагмент исполняемого кода, таблицу разделов диска (англ. partition table) и специальную сигнатуру.
Функция MBR — «переход» в тот раздел жёсткого диска, с которого следует исполнять «дальнейший код» (обычно — загружать ОС). На «стадии MBR» происходит выбор раздела диска, загрузка кода ОС (происходит на более поздних этапах алгоритма).
В процессе запуска компьютера после окончания начальной проверки (Power-on self-test — POST) Базовая система ввода-вывода (BIOS) загружает «код MBR» в оперативную память (в IBM PC обычно с адреса 0000:7c00) и передаёт управление находящемуся в MBR загрузочному коду.

## Роль и место MBR в загрузке компьютера (для архитектуры x86)
В процессе загрузки компьютера x86 вначале всегда отрабатывается BIOS. На этой стадии, кроме тестирования и инициализации оборудования компьютера, происходит также и выбор устройства, с которого будет происходить дальнейшая загрузка. Это может быть дискета, жёсткий диск, сетевой ресурс, встроенное ПЗУ или любое иное устройство (алгоритм выбора загрузочного устройства может быть различным и зависит от реализации BIOS). После выбора загрузочного устройства BIOS полностью передаёт этому устройству управление всей дальнейшей загрузкой.
В случае, если устройство имеет только один раздел (как, например, дискета или сетевая загрузка), выбор однозначен, и загрузка продолжается сразу с этого устройства. Однако, если устройство содержит несколько разделов, каждый из которых потенциально может быть загрузочным (как, например, в случае жёстких дисков), то возникает неопределённость: с какого именно раздела производить загрузку. Для разрешения неоднозначности по выбору раздела было предложено вынести этот вопрос из ве́дения BIOS и передать этот выбор самому устройству. Возникла идея использовать для этого небольшую программу, записанную на самом носителе, которая и осуществляла бы данный выбор. Так появилась концепция MBR.
Таким образом, потенциальное наличие нескольких загрузочных разделов, среди которых необходимо осуществить выбор — это ключевой момент в необходимости появления и отработки MBR. Для устройств с единственным (или однозначно заданным) загрузочным разделом концепция MBR лишена смысла и не используется.

### Развитие MBR
Иногда в MBR, кроме основной функции (выбора раздела), включаются также и другие функции, например, авторизация. Но это уже расширение и дополнение к основной функции и задаче MBR. Такие системы не получили широкого распространения.

### Другие (не x86) системы
В связи с тем, что на других системах применяются иные архитектурные решения (начиная от активации «железа» и заканчивая загрузкой ОС), концепция MBR может быть к ним неприменима.

## Стандартизация MBR
Утверждённого стандарта на структуру MBR не существует, однако, есть «сложившиеся традиции», которых придерживается большинство MBR от разных производителей.

### Наиболее распространённый формат MBR
Наиболее распространённый формат MBR — это формат Windows. В начале загрузочной записи стоит название текущей файловой системы (например, FAT32 или NTFS). Далее содержится информация о четырёх разделах диска, ссылка на загрузчик и сигнатура 0x55AAh. В случае отсутствия загрузчика, например, в Windows XP выдаётся сообщение «NTLDR is missing / compressed» (в зависимости от ситуации — загрузчик удалён или сжат). «Press CTRL+ALT+DEL to restart.» Также если диск нечитаемый, выдаётся сообщение «A disk read error occurred. Press CTRL+ALT+DEL to restart». В зависимости от типа загрузчика выдаются разные сообщения.

### Иные форматы MBR
Загрузчики, отличные от стандартных Windows-загрузчиков, могут использовать всё пространство между MBR и первым разделом (около 32 кБ; 1-й-62-й секторы) для собственных целей. В таких случаях под MBR понимают весь загрузочный код, а для выделения именно первых 512 байт говорят, что они расположены в MBS (Master Boot Sector) — главном загрузочном секторе.
Для операционных систем Microsoft понятия MBR и MBS совпадают, так как вся MBR содержится в MBS, хотя это не совсем правильно, так как под MBR подразумевают данные, а под MBS — физический сектор.

### Алгоритм загрузки компьютера с использованием MBR

#### BIOS (до MBR)
- BIOS проводит начальную инициализацию оборудования (POST).
- BIOS определяет, с какого устройства производить дальнейшую загрузку: дискета, флеш-накопитель, жёсткий диск и т. д. (выбор устройства зависит от версии и от настроек BIOS)

[в данном описании рассматривается только случай загрузки с жёсткого диска].
- BIOS считывает один сектор (512 байт), то есть непосредственно MBR, который находится по адресу: «цилиндр 0, головка 0, сектор 1»[1], и помещает его в область памяти по физическому адресу 0x7C00.
- BIOS проверяет, что этот сектор оканчивается сигнатурой 0АА55h (байты 55h,0AAh).

[если это не так, то управление возвращается обратно в BIOS].
- BIOS передаёт управление по физическому адресу 0x7C00 (то есть сектору MBR), предварительно записав в регистр DL номер диска, с которого этот сектор считан. Для первого жёсткого диска это значение будет равно 80h (128 в десятичной системе), для дисковода A: равно 0. Кроме того, Plug-n-Play BIOS может записать в регистры ES:DI указатель на структуру «$PnP».

#### MBR
Выбор загрузочного раздела и проверка целостности MBR:
- MBR копирует себя на другой адрес, чтобы освободить место для загрузчика ОС (к примеру, MBR фирмы Microsoft копирует себя на адрес 0000:0600).
- MBR просматривает по очереди все записи о разделах и ищет первую запись об «активном» («загрузочном») разделе (то есть ищет раздел, отмеченный как 80h).
- В случае успеха (раздел, помеченный как 80h — найден) MBR запоминает номер этого раздела. Если просмотрены все 4 записи и не найден раздел, помеченный как 80h, то вызывается INT 18h (отображается сообщение об ошибке посредством вызова BIOS программного прерывания 18h). Это возвращает управление обратно в BIOS, что может приводить либо к загрузке BASIC, либо к повторной попытке загрузить систему с диска, либо к перезагрузке компьютера — в зависимости от версии и реализации BIOS.
- MBR просматривает все оставшиеся записи и проверяет, что это единственный активный раздел (что больше разделов, помеченных 80h, на данном физическом диске не существует). Если находятся другие разделы, помеченные 80h (и/или хотя бы один раздел содержит неправильную метку), то MBR выводит сообщение об ошибке (обычно это что-то типа «Invalid partition table»), после чего система зависает в бесконечном цикле, из которого можно выйти только перезагрузкой компьютера. На этом заканчивается проверка MBR и начинается подготовка к загрузке ОС.
- MBR считывает первый сектор логического диска или раздела (VBR — Volume Boot Record, или Volume Boot Sector), помеченного как «загрузочный» (80h), и помещает этот сектор по физическому адресу 0x7C00.
- MBR проверяет, что данный сектор заканчивается сигнатурой 55AAh. Если этой сигнатуры в этом месте нет, то выводится сообщение «Missing operating system» и компьютер подвисает, требуется перезагрузка.
- MBR передаёт управление загрузочному сектору выбранного раздела диска.

#### Загрузочный сектор логического диска (VBR) (после MBR)
Загрузочный сектор зависит от типа файловой системы на логическом разделе диска и содержит код, выполняющий нахождение и загрузку собственно операционной системы на данном типе файловой системы.

## Структура MBR
| Смещение | Длина, байт | Описание            | Описание            |
| -------- | ----------- | ------------------- | ------------------- |
| 0000h    | 446         | Код загрузчика      | Код загрузчика      |
| 01BEh    | 16          | Раздел 1            | Таблица разделов    |
| 01CEh    | 16          | Раздел 2            | Таблица разделов    |
| 01DEh    | 16          | Раздел 3            | Таблица разделов    |
| 01EEh    | 16          | Раздел 4            | Таблица разделов    |
| 01FEh    | 2           | Сигнатура (55h AAh) | Сигнатура (55h AAh) |

### Код загрузчика
После завершения процедуры POST в ОЗУ по физическому адресу 0x7C00 записывается код загрузчика (первые 446 байт из нулевого сектора диска), после чего ему передаётся управление. Задача этого кода — проанализировать таблицу разделов жёсткого диска, затем передать управление второму загрузочному коду, который может находиться или в начале активного раздела, или на специальной области диска (эта область не занята файловыми системами и обычно является группой секторов № 1-№ 62, разделы на диске обычно начинаются с сектора № 63). Второй загрузчик уже умеет читать хотя бы одну файловую систему, и его задача — передать управление файлам из файловой системы ОС для запуска ОС.
Примеры:
- Загрузчик Windows поступает первым способом: он передаёт управление второму загрузчику NTLDR (bootmgr, начиная с Windows Vista/Server 2008), который находится в начале активного Windows-раздела. Далее второй загрузчик обеспечивает поддержку файловой системы и запускает необходимые для дальнейшей загрузки ОС файлы.
- Загрузчик GRUB (нашедший популярность в Linux-дистрибутивах) использует второй способ: он передаёт управление второму загрузчику, который расположен в группе секторов № 1-№ 62. Второй загрузчик ищет корневой Linux-раздел, а на этом разделе ищет файлы конфигурации GRUB (и модули GRUB) для отображения GRUB-меню. При выборе какого-либо пункта в GRUB-меню GRUB действует согласно файлу конфигурации для этого пункта (например, в случае с дистрибутивами Linux в ОЗУ копируется Linux-ядро с initrd и управление передаётся ядру). Копия первого загрузчика GRUB (446 байт из нулевого сектора диска) находится в файле boot.img, а копия второго загрузчика GRUB (группа секторов № 1 — № 62) находится в файле core.img (собирается при установке GRUB с учётом файловой системы корневого раздела и других факторов).

### Таблица разделов
В таблице разделов хранится информация о типе раздела и его расположении на жёстком диске.

### Сигнатура
Последние два байта MBR называются сигнатурой. Значение этих байтов должно быть 55h AAh. В случае, если это не так, запись считается некорректной.

## Структура описания раздела
| Смещение | Длина, байт | Описание                                                                     |
| -------- | ----------- | ---------------------------------------------------------------------------- |
| 00h      | 1           | Признак активности раздела                                                   |
| 01h      | 1           | Начало раздела — головка                                                     |
| 02h      | 1           | Начало раздела — сектор (биты 0—5), цилиндр (биты 6, 7)                      |
| 03h      | 1           | Начало раздела — цилиндр (старшие биты 8, 9 хранятся в байте номера сектора) |
| 04h      | 1           | Код типа раздела                                                             |
| 05h      | 1           | Конец раздела — головка                                                      |
| 06h      | 1           | Конец раздела — сектор (биты 0—5), цилиндр (биты 6, 7)                       |
| 07h      | 1           | Конец раздела — цилиндр (старшие биты 8, 9 хранятся в байте номера сектора)  |
| 08h      | 4           | Смещение первого сектора                                                     |
| 0Ch      | 4           | Количество секторов раздела                                                  |

### Признак активности раздела
Признак активности раздела показывает, возможно ли загрузить операционную систему с данного раздела. Для стандартных загрузчиков может принимать такие значения:
- 8016 — раздел активен;
- 0016 — раздел неактивен;
- другие значения запрещены.

### Начало раздела / Конец раздела
Координаты начала и конца раздела в CHS-формате (цилиндр, головка, сектор). CHS не позволяет выполнять адресацию более чем к 7,8 ГБ данных, и для адресации к разделам, находящимся за пределами 7,8 ГБ, используется LBA-адресация.

### Код типа раздела
Код файловой системы, используемой на данном разделе.
| Код       | Тип раздела |
| --------- | --- |
| 00h       | Пустая запись (свободное место)                                                                                              |
| 01h       | FAT-12 (если это логический раздел или раздел расположен в первых 32 мегабайтах диска, иначе используется код 06h)           |
| 02h       | XENIX root |
| 03h       | XENIX usr |
| 04h       | FAT-16 до 32 Мбайт (если раздел первичный, то должен находиться в первых физических 32 Мб диска, иначе используется код 06h) |
| 05h       | Расширенный раздел |
| 06h       | FAT-16B, а также FAT-16, не попадающий под условия кода 04h и FAT-12, не попадающий под условия кода 01h                     |
| 07h       | IFS, HPFS, NTFS, exFAT (и некоторые другие — тип определяется по содержимому загрузочной записи)                             |
| 08h       | AIX |
| 09h       | AIX загрузочный |
| 0Ah       | OS/2 Boot-менеджер, OPUS |
| 0Bh       | FAT-32 |
| 0Ch       | FAT-32X (FAT-32 с использованием LBA)                                                                                        |
| 0Dh       | Зарезервирован |
| 0Eh       | FAT-16X (FAT-16 с использованием LBA) (VFAT)                                                                                 |
| 0Fh       | Расширенный раздел LBA (то же что и 05h, с использованием LBA)                                                               |
| 10h       | OPUS |
| 11h       | Скрытый FAT (аналогичен коду 01h)                                                                                            |
| 12h       | Compaq, Сервисный раздел |
| 14h       | Скрытый FAT (аналогичен коду 04h)                                                                                            |
| 15h       | Скрытый расширенный раздел (аналогичен коду 05h)                                                                             |
| 16h       | Скрытый FAT (аналогичен коду 06h)                                                                                            |
| 17h       | Скрытый раздел HPFS/NTFS/IFS/exFAT                                                                                           |
| 18h       | AST SmartSleep |
| 19h       | OFS1 |
| 1Bh       | Скрытый раздел FAT-32 (см. 0Bh)                                                                                              |
| 1Ch       | Скрытый раздел FAT-32X (см. 0Ch)                                                                                             |
| 1Eh       | Скрытый раздел FAT-16X (VFAT) (см. 0Eh)                                                                                      |
| 1Fh       | Скрытый расширенный раздел LBA (см. 0Fh)                                                                                     |
| 20h       | OFS1 |
| 21h       | FSo2 |
| 22h       | Расширенный раздел FS02 |
| 24h       | NEC DOS |
| 25h       | Windows Mobile IMGFS |
| 27h       | Скрытый NTFS (Раздел восстановления системы)                                                                                 |
| 28h       | Зарезервирован для FAT-16+                                                                                                   |
| 29h       | Зарезервирован для FAT-32+                                                                                                   |
| 2Ah       | AFS (AthFS) |
| 35h       | JFS |
| 38h       | THEOS 3.2 |
| 39h       | Plan 9 |
| 3Ah       | THEOS 4 |
| 3Bh       | Расширенный раздел THEOS 4                                                                                                   |
| 3Ch       | Partition Magic, NetWare |
| 3Dh       | Скрытый раздел NetWare |
| 40h       | Venix 80286, PICK R83 |
| 41h       | Старый Linux/Minix, PPC PReP Boot                                                                                            |
| 42h       | Старый своп Linux, SFS, раздел на динамическом диске в Windows (Dynamic Disk)                                                |
| 43h       | Старый Linux |
| 4Ah       | ALFS |
| 4Ch       | A2 (Aos) |
| 4Dh       | QNX4.x |
| 4Eh       | QNX4.x 2-я часть |
| 4Fh       | QNX4.x 3-я часть |
| 50h       | OnTrack DM (только чтение)                                                                                                   |
| 51h       | OnTrack DM6 (чтение и запись)                                                                                                |
| 52h       | CP/M |
| 53h       | OnTrack DM6 Aux3 |
| 54h       | OnTrack DM6 DDO |
| 55h       | EZ-Drive |
| 56h       | Golden Bow |
| 56h       | Novell VNDI |
| 5Ch       | Priam Edisk |
| 61h       | SpeedStor |
| 62h       | GNU HURD |
| 63h       | UNIX |
| 64h — 69h | NetWare |
| 77h       | VNDI, M2FS, M2CS |
| 78h       | XOSL |
| 7Fh       | Данный код зарезервирован для исследовательских или учебных проектов                                                         |
| 80h       | MINIX (старый) |
| 81h       | MINIX |
| 82h       | Linux swap, Sun Solaris (старый)                                                                                             |
| 83h       | Linux |
| 85h       | Linux extended (расширенный)                                                                                                 |
| 86h       | Раздел FAT-16 stripe-массива Windows NT                                                                                      |
| 87h       | Раздел NTFS/HPFS stripe-массива Windows NT                                                                                   |
| 8Eh       | Раздел LVM |
| 93h       | Amoeba, скрытый Linux (см. код 83h)                                                                                          |
| 94h       | Amoeba BBT |
| 94h       | ISO-9660 |
| 9Eh       | ForthOS |
| A5h       | Раздел гибернации |
| A5h       | NetBSD (старый), FreeBSD, BSD/386                                                                                            |
| A6h       | OpenBSD |
| A7h       | NeXTSTEP |
| A8h       | Apple Darwin, Mac OS X UFS                                                                                                   |
| A9h       | NetBSD |
| AFh       | Mac OS X HFS и HFS+, ShangOS                                                                                                 |
| B1h       | QNX6.x |
| B2h       | QNX6.x |
| B3h       | QNX6.x |
| B6h       | Зеркальный master-раздел FAT-16 Windows NT                                                                                   |
| B7h       | Зеркальный master-раздел NTFS/HPFS Windows NT                                                                                |
| BEh       | Solaris 8 загрузочный |
| BFh       | Solaris |
| C2h       | Скрытый Linux |
| C3h       | Скрытый своп Linux |
| C6h       | Зеркальный slave-раздел FAT-16 Windows NT                                                                                    |
| C7h       | Зеркальный slave-раздел NTFS Windows NT                                                                                      |
| CDh       | Дамп памяти |
| D8h       | CP/M-86 |
| DAh       | Данные — не файловая система                                                                                                 |
| DBh       | CP/M-86 |
| DDh       | Скрытый дамп памяти |
| DEh       | Dell Utility |
| EBh       | BFS |
| ECh       | SkyOS |
| EDh       | Гибридный GPT |
| EEh       | GPT |
| EFh       | Системный раздел UEFI |
| F7h       | EFAT, SolidState |
| FBh       | VMFS |
| FCh       | Своп VMFS |
| FEh       | LANstep, PS/2 IML |
| FFh       | XENIX BBT |

В случае, если используется расширенный раздел, координаты начала раздела указывают на EBR.
| Смещение | Длина | Описание                                       |
| -------- | ----- | ---------------------------------------------- |
| 1BEh     | 16    | Указатель на раздел                            |
| 1CEh     | 16    | Указатель на следующий EBR                     |
| 1DEh     | 32    | Не используется (должно быть заполнено нулями) |
| 1FEh     | 2     | Сигнатура (55h AAh)                            |

Формат указателей аналогичен MBR.

### Смещение первого сектора
Координаты начала раздела в LBA-координатах. Позволяет выполнять адресацию до 2 ТБ данных.

## Восстановление MBR
Если каким-либо образом была потеряна MBR, то её можно восстановить специальными утилитами (например, TestDisk), которая «просмотрит» весь носитель информации и создаст таблицу разделов.
Пример кода создания резервной копии MBR в unix-подобных системах для диска sda:
```
dd if=/dev/sda of=mbr.bin bs=512 count=1
```

Восстановление загрузчика и таблицы разделов:
```
dd if=mbr.bin of=/dev/sda bs=512 count=1
```

Восстановление только загрузчика:
```
dd if=mbr.bin of=/dev/sda bs=446 count=1
```